# Myioborus albifacies
Myioborus albifacies е вид птица от семейство Parulidae.

## Разпространение
Видът е разпространен във Венецуела.